# 禁色 (歌曲)
《禁色》是大衛·西爾維安和坂本龍一於1983年合作創作的歌曲。這首歌曲是由大島渚電影《俘虜》的主題曲改編而成的歌唱版。歌曲收錄於電影原聲帶專輯中，並於1983年由維京唱片公司發行單曲。
該歌曲是西爾維安和坂本第二次合作的單曲，前一次是1982年的《Bamboo Houses》。

## 背景
這首歌的名稱取自於日本作家三島由紀夫於1953年出版的小說《禁色》。雖然這個小說與該歌曲的音樂錄影帶沒有直接關聯，但兩者都探索了同性戀主題，尤其是透過對上帝的信仰，以抵制慾望的發展。
1984年，這首曲目被重新錄製，並作為同年西爾維安的首張個人專輯《Brilliant Trees》主打單曲《Red Guitar》的B面曲目，之後也被收錄於其1987年的專輯《Secrets of the Beehive》的某些版本中作為特典曲目。
自此以後，坂本和西爾維安分別錄製了《禁色》多個版本，包括器樂版（名為《俘虜》）和人聲版。一個由西爾維安演唱的管弦樂版本，收錄在坂本的1999年專輯《Cinemage》中。西爾維安在2012年的一次採訪中，曾提及這首曲目的創作過程：

樂團解散後，我不確定自己要往哪個方向發展。有一段時間我沒有寫任何東西，這對我來說很不尋常。後來坂本給了我《禁色》讓我去創作，打開了一扇小門。突然間，靈感開始真正湧現，新的創作素材開始涌現。我覺得這首歌非常美麗，音效驚人。我喜歡他使用的所有樣本。
當時我們非常注重音效設計，無論是在黃色魔術交響樂團還是我們進化的階段，音效設計對我們來說都是非常重要的一部分。作為製作人，坂本對這首特別的音樂所做的事情是非常出色的。旋律本身也非常優秀。最初 - 我不知道他是在我創作歌詞之前還是之後告訴我的 - 坂本龍一期望我能夠寫一個旋律，與他所寫的旋律相輔相成。但我發現這是不可能也不理想的。所以我寫了一個與旋律相反的對旋律，與他所創作的原始旋律相輔相成。
我看著坂本在錄音室裡，當時伯托魯奇在他的肩膀上告訴他「多一點這個，少一點那個」，坂本龍一在這方面非常具有韌性、非常開放和靈活。我認為這是一種美德，但我自己並不具備這種特質。

## 曲目列表
坂本龍一負責編曲所有音樂；大衛·西爾維安為《禁色》、《Bamboo Houses》和《Bamboo Music》作詞。

### 7": Virgin / VS601 (UK) and 7" Picture Disc: Virgin / VSY601 (UK)
- 首面

《禁色》 – 4:42
- 二面

《The Seed and the Sower》 – 5:00

### 12": Virgin / VS601-12 (UK)
- 首面

《禁色》 – 4:42
- 二面

《The Seed and the Sower》 – 5:00
《Last Regrets》 – 2:40

### 1988 3" CD: Virgin / CDT18 (UK)
《禁色》 – 4.42
《Bamboo Houses》 – 5.26
《Bamboo Music》 – 5.38

## 排行榜
| 排行榜 (1983年)                    | 排名 |
| ---------------------------------- | ---- |
| 澳洲 （肯特音樂報道）              | 29   |
| 冰島 （DV）                        | 1    |
| 愛爾蘭（愛爾蘭唱片音樂協會单曲榜） | 15   |
| 英國（官方榜单公司單曲榜）         | 16   |

## 人員
- 坂本龍一：鍵盤、音樂編程（英语：programming (music)）
- 大衛·西爾維安：主唱、作詞

製作人員
- 製作人：坂本龍一
- 錄音、混音：坂本龍一、小野誠彦（日语：小野誠彦）、田中信一
- 錄音助理：中越道夫
- 封面設計：大衛·西爾維安
- 攝影：藤井ユカ